# Дорога Емілія Скавра

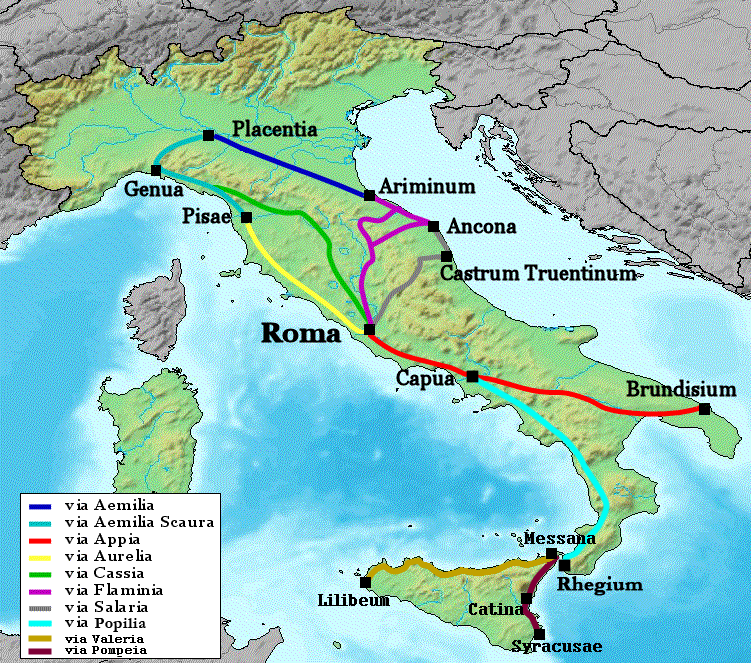
Основні давньоримські дороги

44°54′36″ пн. ш. 8°52′10″ сх. д. / 44.909911° пн. ш. 8.869577° сх. д.
Дорога Емілія Скавра (лат. Via Aemilia Scauri) — римська дорога, побудована в 109 році до н. е. цензором Марком Емілієм Скавром.
Мала довжину близько 306 римських миль. Йшла вздовж Лігурійського узбережжя, зв'язуючи міста Плацентія (лат. Placentia, зараз П'яченца) та Пізу, проходячи через Геную.
Далі на північ вона зливалась з Постумієвою дорогою, переходячи в дорогу Юлія Августа.